# TIPRL
TIPRL (англ. TOR signaling pathway regulator) – білок, який кодується однойменним геном, розташованим у людей на 1-й хромосомі. Довжина поліпептидного ланцюга білка становить 272 амінокислот, а молекулярна маса — 31 444.
| 10         |  | 20         |  | 30         |  | 40         |  | 50         |
| ---------- |  | ---------- |  | ---------- |  | ---------- |  | ---------- |
| MMIHGFQSSH |  | RDFCFGPWKL |  | TASKTHIMKS |  | ADVEKLADEL |  | HMPSLPEMMF |
| GDNVLRIQHG |  | SGFGIEFNAT |  | DALRCVNNYQ |  | GMLKVACAEE |  | WQESRTEGEH |
| SKEVIKPYDW |  | TYTTDYKGTL |  | LGESLKLKVV |  | PTTDHIDTEK |  | LKAREQIKFF |
| EEVLLFEDEL |  | HDHGVSSLSV |  | KIRVMPSSFF |  | LLLRFFLRID |  | GVLIRMNDTR |
| LYHEADKTYM |  | LREYTSRESK |  | ISSLMHVPPS |  | LFTEPNEISQ |  | YLPIKEAVCE |
| KLIFPERIDP |  | NPADSQKSTQ |  | VE         |  |            |  |            |

A: Аланін

C: Цистеїн

D: Аспарагінова кислота

E: Глутамінова кислота

F: Фенілаланін

G: Гліцин

H: Гістидин

I: Ізолейцин

K: Лізин

L: Лейцин

M: Метіонін

N: Аспарагін

P: Пролін

Q: Глутамін

R: Аргінін

S: Серин

T: Треонін

V: Валін

W: Триптофан

Кодований геном білок за функцією належить до фосфопротеїнів. 
Задіяний у таких біологічних процесах, як ацетилювання, альтернативний сплайсинг. 
Локалізований у цитоплазмі.